# Tmesisternus flavolineatus
Tmesisternus flavolineatus là một loài bọ cánh cứng trong họ Cerambycidae.